# ヤム＝アリニ山脈
ヤム＝アリニ山脈（ロシア語: Ям-Али́нь）はロシア極東のハバロフスク地方とアムール州の境界上の山脈で、清朝時代には南に続くブレヤ山脈と共に楊山脈と呼ばれた。セレムジャ川とアムグン川の流域内。
全長約180km、最大標高2295m（ゴロド＝マキト山、гора Город-Макит、清朝時代の名称は寧摂哩神山）。花崗岩と結晶片岩からなる典型的な高山地形。
1500mまでの山林はカラマツで、それ以上はハイマツが生育する。